# أكنتري براكتيس
أكنتري براكتيس (بالإنجليزية: A Country Practice)‏ هو مسلسل تم إنتاجه في أستراليا. بدأ عرضه في سنة 1981. بلغ عدد مواسم المسلسل 14 موسما، بلغ عدد حلقاته 1088 حلقة، وتبلغ مدة الحلقة الواحدة 48 دقيقة. تم بث المسلسل لأول مرة بتاريخ 18 نوفمبر 1981 بينما تم بث آخر حلقة منه بتاريخ 5 نوفمبر 1994 بعد أن استمر لقرابة 13 عاما. من بطولة جويس جاكوبس، جوان سيدني، بيني كوك، كيم ويلسون، كلوديا بلاك وجوزفين ميتشل.

## روابط خارجية
- أكنتري براكتيس على موقع IMDb (الإنجليزية)
- أكنتري براكتيس على موقع كينوبويسك (الروسية)
- أكنتري براكتيس على موقع ألو سيني (الفرنسية)
- أكنتري براكتيس على موقع قاعدة بيانات الفيلم (الإنجليزية)